# Осока трясунковидная
Осо́ка трясункови́дная (лат. Carex brizoides) — многолетнее травянистое растение, вид рода Осока (Carex) семейства Осоковые (Cyperaceae).

## Ботаническое описание

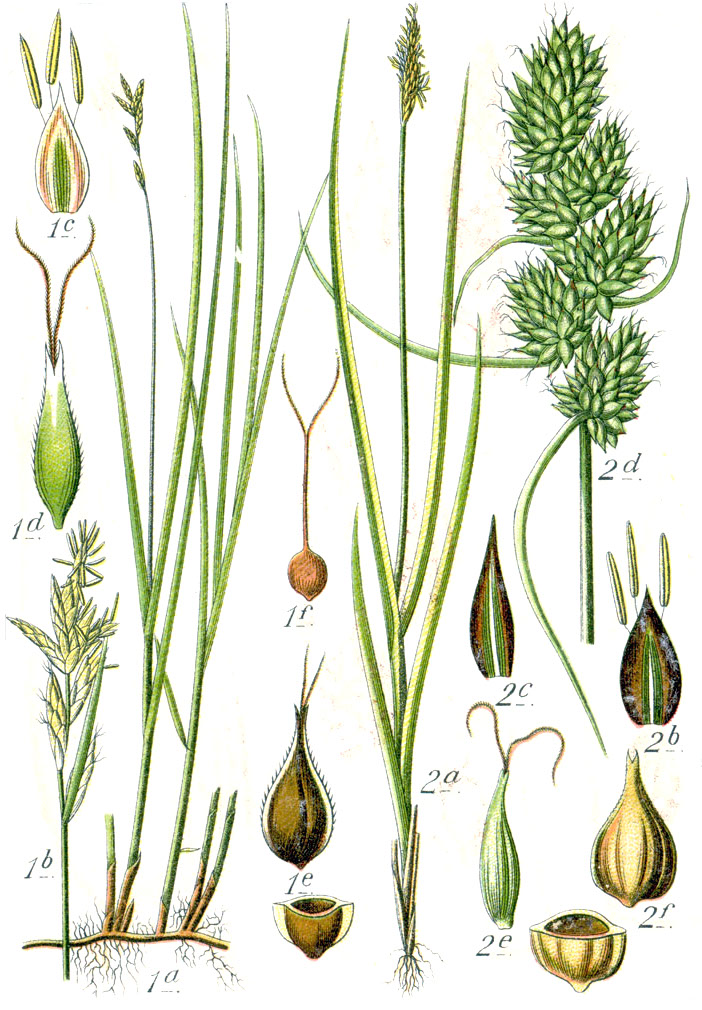
1 — Carex brizoides

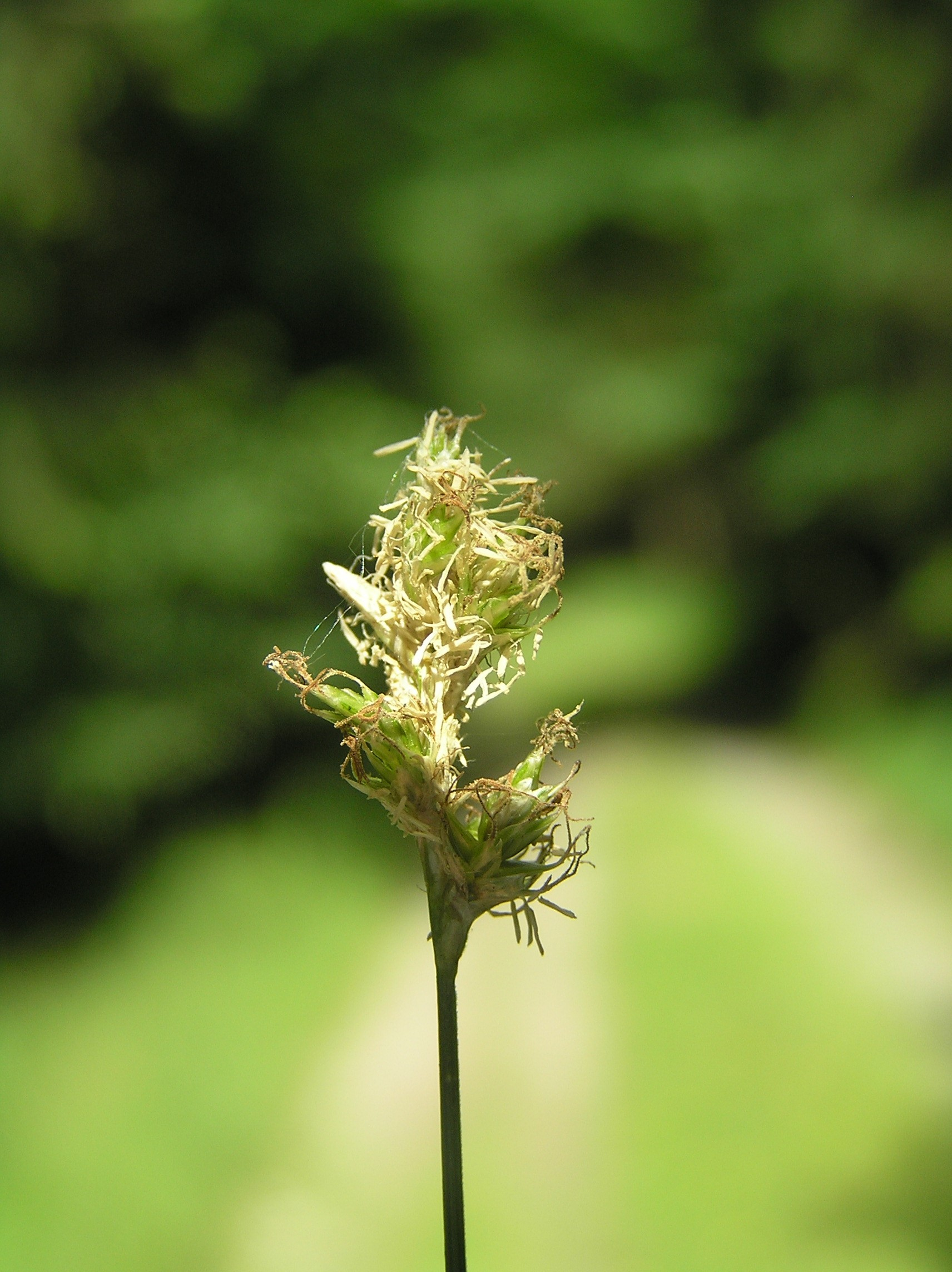
Соцветие

Светло-зелёное растение, с длинным ползучим, тонким, 1—2 мм в диаметре, корневищем, покрытым бурыми, обычно волокнистыми, чешуйчатыми влагалищами.
Стебли тонкие, остро-трёхгранные, наверху шероховатые, высотой 30—60 см.
Листья тонкие, плоские, шириной 2—3 мм, верхние длиннее стебля.
Верхние колоски андрогинные или тычиночные, реже пестичные, средние андрогинные или тычиночные, нижние пестичные или андрогинные. Колоски продолговато-обратнояйцевидные, позже булавовидные, несколько изогнутые, бледно-зелёные, в числе 5—8 скучены в рыхлый продолговатый колос. Чешуи яйцевидные, зелёные, слегка ржавые, островатые, короче мешочков. Мешочки перепончатые, ланцетные, длиной (3)3,5—4(5) мм, плоско-выпуклые, зелёные, с широким зубчатым краем и с 5—8 неясными жилками, в основании округлые, клиновидно-суженные в плоский двузубчатый носик, зрелые изогнутые наружу, часто недоразвитые или без плодов.
Плодоносит в июне — августе.
Число хромосом 2n=28 (Dietrich, 1964, 1972; Тодераш, 1980).
Вид описан из Европы.

## Распространение и экология
Ареал вида охватывает материковую часть Европы. Атлантическая, Центральная и Южная Европа (север); Прибалтика: Эстония (окрестность Силламяэ), юг Латвии, Литва; европейская часть России: юго-запад Ленинградской области, Брянская область (заповедник «Брянский лес»), Калужская область (река Болва); Беларусь; Украина: Карпаты; Молдова: Бричанский район.
Произрастает в тенистых лиственных лесах, большей частью на песчаной почве.

## Таксономия
Вид Осока трясунковидная входит в род Осока (Carex) трибы Cariceae подсемейства Сытевые (Cariceae) семейства Осоковые (Apiaceae) порядка Злакоцветные (Poales).
|  |                                      |  |                                                             |                                                             |                    |  | ещё 17 семейств (согласно Системе APG II) | ещё 17 семейств (согласно Системе APG II)         |                                                   |  |  |  | ещё 13 триб (согласно Системе APG II) | ещё 13 триб (согласно Системе APG II) |  |  |  |  | ещё более 2450 видов | ещё более 2450 видов |
|  |                                      |  |                                                             |                                                             |                    |  | ещё 17 семейств (согласно Системе APG II) | ещё 17 семейств (согласно Системе APG II)         |                                                   |  |  |  | ещё 13 триб (согласно Системе APG II) | ещё 13 триб (согласно Системе APG II) |  |  |  |  | ещё более 2450 видов | ещё более 2450 видов |
|  |                                      |  |                                                             | порядок Злакоцветные                                        |                    |  |                                           |                                                   | подсемейство Сытевые                              |  |  |  |                                       | род Осока                             |  |  |  |  |                      |                      |
|  |                                      |  |                                                             | порядок Злакоцветные                                        |                    |  |                                           |                                                   | подсемейство Сытевые                              |  |  |  |                                       | род Осока                             |  |  |  |  |                      |                      |
|  | отдел Цветковые, или Покрытосеменные |  |                                                             |                                                             | семейство Осоковые |  |                                           |                                                   | триба Cariceae                                    |  |  |  | вид Осока трясунковидная              |                                       |  |  |  |  |                      |                      |
|  | отдел Цветковые, или Покрытосеменные |  |                                                             |                                                             |                    |  |                                           |                                                   |                                                   |  |  |  |                                       |                                       |  |  |  |  |                      |                      |
|  |                                      |  | ещё 44 порядка цветковых растений (согласно Системе APG II) | ещё 44 порядка цветковых растений (согласно Системе APG II) |                    |  |                                           | подсемейство Мапаниевые (согласно Системе APG II) | подсемейство Мапаниевые (согласно Системе APG II) |  |  |  | ещё около 100 родов                   | ещё около 100 родов                   |  |  |  |  |                      |                      |
|  |                                      |  |                                                             | ещё 44 порядка цветковых растений (согласно Системе APG II) |                    |  |                                           |                                                   | подсемейство Мапаниевые (согласно Системе APG II) |  |  |  |                                       | ещё около 100 родов                   |  |  |  |  |                      |                      |